# Olympische Winterspiele 2002/Teilnehmer (Deutschland)
| Gelbes Symbol für Goldmedaillen mit stilisierten Olympischen Ringen | Graues Symbol für Silbermedaillen mit stilisierten Olympischen Ringen | Braundes Symbol für Bronzemedaillen mit stilisierten Olympischen Ringen |
| ------------------------------------------------------------------- | --------------------------------------------------------------------- | ----------------------------------------------------------------------- |
| 12                                                                  | 16                                                                    | 8                                                                       |

Deutschland nahm an den Olympischen Winterspielen 2002 im US-amerikanischen Salt Lake City mit 161 Athleten, 89 Männer und 72 Frauen, in allen Sportarten teil.

## Flaggenträger
Die alpine Skirennläuferin Hilde Gerg trug die Flagge Deutschlands während der Eröffnungsfeier im Rice-Eccles Stadium, bei der Schlussfeier wurde sie vom Rennrodler Georg Hackl getragen.
- Siehe auch: Liste der Fahnenträger der deutschen Mannschaften bei Olympischen Spielen

## Medaillen

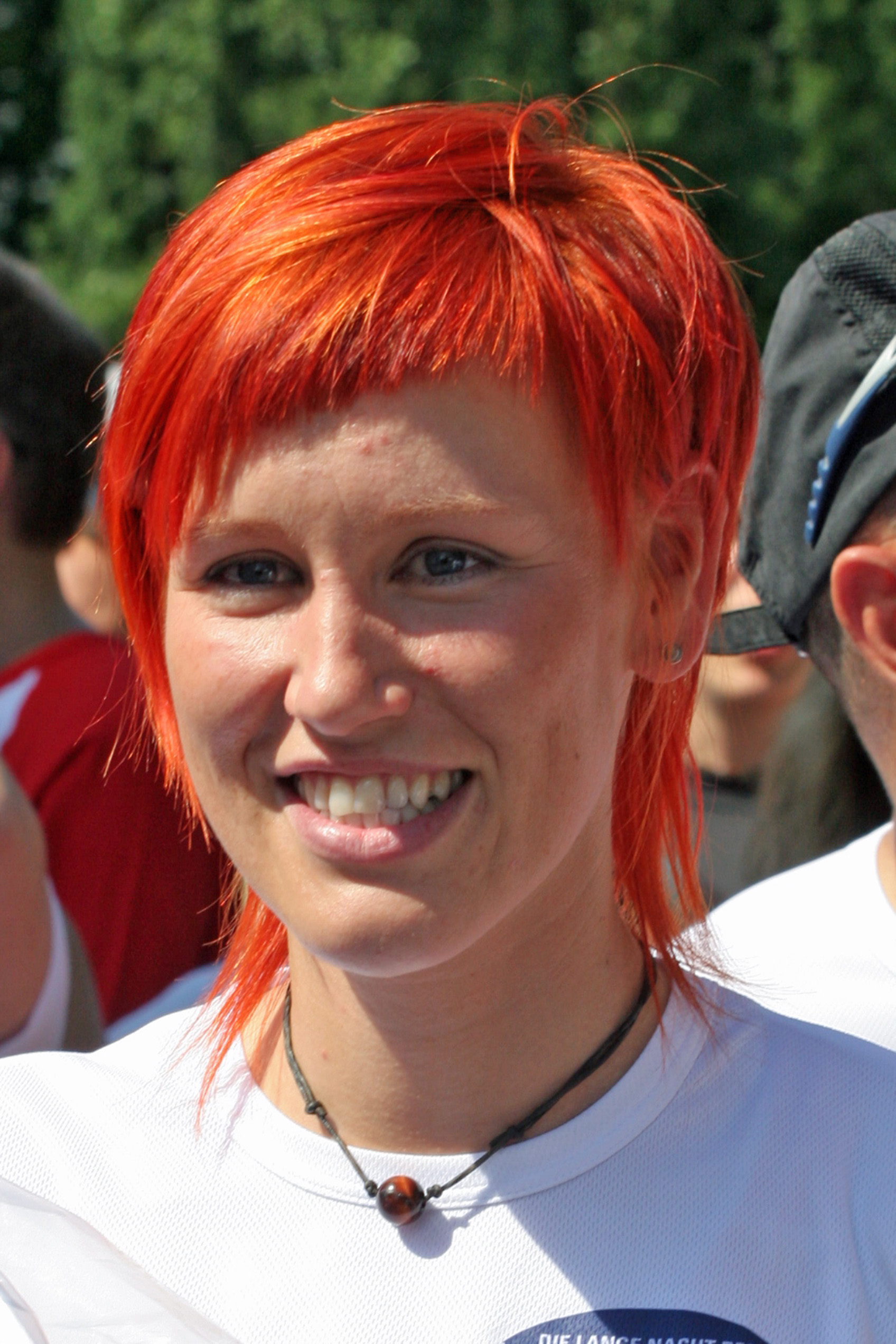
Kati Wilhelm war die erfolgreichste deutsche Teilnehmerin der Winterspiele 2002

Die deutsche Mannschaft belegte ursprünglich den ersten Platz im Medaillenspiegel, rutschte jedoch auf Platz zwei ab, als durch die Disqualifikation des für Spanien startenden Johann Mühlegg nachträglich Norwegen zwei weitere Goldmedaillen zugesprochen wurden. Insgesamt gewann Deutschland mit 36 Medaillen so viele wie noch kein Land zuvor bei Winterspielen.
Erfolgreichste deutsche Teilnehmerin der Spiele von Salt Lake City war die Biathletin Kati Wilhelm mit zwei Gold- und einer Silbermedaille. Der Eisschnellläuferin Claudia Pechstein gelangen der dritte und vierte Olympiasieg ihrer Karriere (ein fünfter folgte bei den Olympischen Winterspielen 2006), wodurch sie zu Deutschlands erfolgreichster Winterolympionikin aller Zeiten wurde.

### Medaillenspiegel
| Rang   | Sportart              | Gold | Silber | Bronze | Gesamt |
| ------ | --------------------- | ---- | ------ | ------ | ------ |
| 1      | Biathlon              | 3    | 5      | 1      | 9      |
| 2      | Eisschnelllauf        | 3    | 3      | 2      | 8      |
| 3      | Rennrodeln            | 2    | 2      | 1      | 5      |
| 4      | Bob                   | 2    | 1      | 1      | 4      |
| 5      | Skilanglauf           | 1    | 2      | 2      | 5      |
| 6      | Skispringen           | 1    | 1      | —      | 2      |
| 7      | Nordische Kombination | —    | 2      | —      | 2      |
| 8      | Ski Alpin             | —    | —      | 1      | 1      |
| Gesamt | Gesamt                | 12   | 16     | 8      | 36     |

### Medaillengewinner
| Name/n                                                          | Sportart              | Wettkampf           |
| --------------------------------------------------------------- | --------------------- | ------------------- |
| Gold                                                            |                       |                     |
| Katrin Apel Uschi Disl Andrea Henkel Kati Wilhelm               | Biathlon              | 4 × 7,5 km Staffel  |
| Viola Bauer Manuela Henkel Claudia Künzel Evi Sachenbacher      | Skilanglauf           | 4 × 5 km Staffel    |
| Anni Friesinger                                                 | Eisschnelllauf        | 1500 m              |
| Sven Hannawald Stephan Hocke Michael Uhrmann Martin Schmitt     | Skispringen           | Teamwettbewerb      |
| Andrea Henkel                                                   | Biathlon              | 15 km Einzel        |
| André Lange Enrico Kühn Kevin Kuske Carsten Embach              | Bobsport              | Viererbob           |
| Christoph Langen Markus Zimmermann                              | Bobsport              | Zweierbob           |
| Patric Leitner Alexander Resch                                  | Rennrodeln            | Doppelsitzer        |
| Sylke Otto                                                      | Rennrodeln            | Einsitzer           |
| Claudia Pechstein                                               | Eisschnelllauf        | 3000 m              |
| Claudia Pechstein                                               | Eisschnelllauf        | 5000 m              |
| Kati Wilhelm                                                    | Biathlon              | 7,5 km Sprint       |
| Silber                                                          |                       |                     |
| Ronny Ackermann                                                 | Nordische Kombination | Sprint              |
| Ronny Ackermann Georg Hettich Marcel Höhlig Björn Kircheisen    | Nordische Kombination | Teamwettbewerb      |
| Uschi Disl                                                      | Biathlon              | 7,5 km Sprint       |
| Sven Fischer                                                    | Biathlon              | 10 km Sprint        |
| Sven Fischer Ricco Groß Frank Luck Peter Sendel                 | Biathlon              | 4 × 7,5 km Staffel  |
| Monique Garbrecht-Enfeldt                                       | Eisschnelllauf        | 500 m               |
| Georg Hackl                                                     | Rennrodeln            | Einsitzer           |
| Sven Hannawald                                                  | Skispringen           | Normalschanze       |
| Frank Luck                                                      | Biathlon              | 20 km Einzel        |
| Barbara Niedernhuber                                            | Rennrodeln            | Einsitzer           |
| Sandra Prokoff Ulrike Holzner                                   | Bobsport              | Zweierbob           |
| Evi Sachenbacher                                                | Skilanglauf           | 1,5 km Sprint       |
| Peter Schlickenrieder                                           | Skilanglauf           | 1,5 km Sprint       |
| Sabine Völker                                                   | Eisschnelllauf        | 1000 m              |
| Sabine Völker                                                   | Eisschnelllauf        | 1500 m              |
| Kati Wilhelm                                                    | Biathlon              | 10 km Verfolgung    |
| Bronze                                                          |                       |                     |
| Tobias Angerer Jens Filbrich Andreas Schlütter René Sommerfeldt | Skilanglauf           | 4 × 10 km Staffel   |
| Viola Bauer                                                     | Skilanglauf           | 5 + 5 km Verfolgung |
| Jens Boden                                                      | Eisschnelllauf        | 5000 m              |
| Susi Erdmann Nicole Herschmann                                  | Bobsport              | Zweierbob           |
| Martina Ertl                                                    | Ski Alpin             | Kombination         |
| Ricco Groß                                                      | Biathlon              | 12,5 km Verfolgung  |
| Silke Kraushaar                                                 | Rennrodeln            | Einsitzer           |
| Sabine Völker                                                   | Eisschnelllauf        | 500 m               |

## Teilnehmer nach Sportart

### Biathlon
| Athleten                                          | Wettbewerbe        | Zeit        | Fehler                    | Rang   |
| ------------------------------------------------- | ------------------ | ----------- | ------------------------- | ------ |
| Frauen                                            |                    |             |                           |        |
| Katrin Apel                                       | 7,5 km Sprint      | 22:01,7 min | 3                         | 12     |
| Katrin Apel                                       | 10 km Verfolgung   | 31:47,9 min | 3                         | 7      |
| Katrin Apel                                       | 15 km Einzel       | 50:16,7 min | 5                         | 18     |
| Uschi Disl                                        | 7,5 km Sprint      | 20:57,0 min | 1                         | Silber |
| Uschi Disl                                        | 10 km Verfolgung   | 32:21,2 min | 7                         | 9      |
| Uschi Disl                                        | 15 km Einzel       | 49:43,4 min | 4                         | 12     |
| Martina Glagow                                    | 15 km Einzel       | 48:34,2 min | 1                         | 7      |
| Andrea Henkel                                     | 7,5 km Sprint      | 22:41,1 min | 2                         | 25     |
| Andrea Henkel                                     | 10 km Verfolgung   | 32:35,4 min | 1                         | 13     |
| Andrea Henkel                                     | 15 km Einzel       | 47:26,1 min | 1                         | Gold   |
| Kati Wilhelm                                      | 7,5 km Sprint      | 20:41,4 min | 0                         | Gold   |
| Kati Wilhelm                                      | 10 km Verfolgung   | 31:13,0 min | 4                         | Silber |
| Katrin Apel Uschi Disl Andrea Henkel Kati Wilhelm | 4 × 6 km Staffel   | 1:27:55,0 h | 1 Strafrunde, 7 Nachlader | Gold   |
| Männer                                            |                    |             |                           |        |
| Sven Fischer                                      | 10 km Sprint       | 25:20,2 min | 1                         | Silber |
| Sven Fischer                                      | 12,5 km Verfolgung | 34:09,5 min | 4                         | 12     |
| Sven Fischer                                      | 20 km Einzel       | 55:23,2 min | 4                         | 29     |
| Michael Greis                                     | 10 km Sprint       | 26:18,4 min | 2                         | 15     |
| Michael Greis                                     | 12,5 km Verfolgung | 34:19,9 min | 3                         | 16     |
| Ricco Groß                                        | 10 km Sprint       | 25:44,6 min | 1                         | 4      |
| Ricco Groß                                        | 12,5 km Verfolgung | 33:30,6 min | 2                         | Bronze |
| Ricco Groß                                        | 20 km Einzel       | 51:58,7 min | 2                         | 4      |
| Frank Luck                                        | 10 km Sprint       | 26:47,7 min | 2                         | 29     |
| Frank Luck                                        | 12,5 km Verfolgung | 34:01,0 min | 1                         | 11     |
| Frank Luck                                        | 20 km Einzel       | 51:39,4 min | 0                         | Silber |
| Alexander Wolf                                    | 20 km Einzel       | 56:16,6 min | 5                         | 34     |
| Ricco Groß Peter Sendel Sven Fischer Frank Luck   | 4 × 7,5 km Staffel | 1:24:27,6 h | 1 Strafrunde, 9 Nachlader | Silber |

Die ebenfalls zum Aufgebot gehörende Martina Zellner kam im Verlauf der Spiele nicht zum Einsatz.

### Bob
| Athleten                                                           | Wettbewerb | Lauf 1  | Lauf 1 | Lauf 2  | Lauf 2 | Lauf 3  | Lauf 3 | Lauf 4  | Lauf 4 | Gesamt      | Gesamt |
| Athleten                                                           | Wettbewerb | Zeit    | Rang   | Zeit    | Rang   | Zeit    | Rang   | Zeit    | Rang   | Zeit        | Rang   |
| ------------------------------------------------------------------ | ---------- | ------- | ------ | ------- | ------ | ------- | ------ | ------- | ------ | ----------- | ------ |
| Frauen                                                             |            |         |        |         |        |         |        |         |        |             |        |
| Susi Erdmann Nicole Herschmann                                     | Zweierbob  | 49,19 s | 3      | 48,96 s | 4      | –       | –      | –       | –      | 1:37,76 min | Bronze |
| Sandra Prokoff Ulrike Holzner                                      | Zweierbob  | 49,10 s | 2      | 48,96 s | 2      | –       | –      | –       | –      | 1:38,06 min | Silber |
| Männer                                                             |            |         |        |         |        |         |        |         |        |             |        |
| Christoph Langen Markus Zimmermann                                 | Zweierbob  | 47,54 s | 2      | 47,52 s | 1      | 47,44 s | 1      | 47,61 s | 1      | 3:10,11 min | Gold   |
| René Spies Franz Sagmeister                                        | Zweierbob  | 47,77 s | 6      | 47,69 s | 4      | 47,61 s | 3      | 47,77 s | 7      | 3:10,84 min | 6      |
| André Lange Enrico Kühn Kevin Kuske Carsten Embach                 | Viererbob  | 46,71 s | 2      | 46,64 s | 4      | 46,84 s | 1      | 47,32 s | 2      | 3:07,51 min | Gold   |
| Christoph Langen Markus Zimmermann Franz Sagmeister Stefan Barucha | Viererbob  | 46,91 s | 7      | 46,77 s | 4      | DNS     | DNS    | DNS     | DNS    | DNS         | DNS    |

Anne Dietrich und Marco Jakobs waren als Ersatzathleten nominiert, kamen jedoch nicht zum Einsatz.

### Curling
| Wettbewerb  | Frauen | Männer |
| ----------- | --- | --- |
| Spieler     | Sabine Belkofer Karin Fischer Natalie Nessler (Skip) Andrea Stock Heike Wieländer                                                | Daniel Herberg Patrick Hoffmann Stephan Knoll Markus Messenzehl Sebastian Stock (Skip)                                                |
| Vorrunde    | Russland 8:5 Dänemark 9:5 Japan 5:3 Norwegen 5:10 Kanada 4:8 Schweden 7:5 Vereinigte Staaten 6:7 Großbritannien 7:5 Schweiz 4:10 | Frankreich 9:5 Finnland 7:6 Vereinigte Staaten 9:8 Großbritannien 6:7 Dänemark 7:6 Kanada 7:9 Norwegen 5:10 Schweden 4:5 Schweiz 4:10 |
| Tiebreaker  | Großbritannien 5:9 | ausgeschieden |
| Halbfinale  | ausgeschieden | ausgeschieden |
| Finale      | ausgeschieden | ausgeschieden |
| Platzierung | 5. | 6. |

### Eishockey
| Wettbewerb       | Frauen | Männer |
| ---------------- | --- | --- |
| Spieler          | Maritta Becker Bettina Evers Stephanie Frühwirt Claudia Grundmann Sandra Kinza Sabrina Kruck Michaela Lanzl Nina Linde Christina Oswald Franziska Reindl Nina Ritter Sabine Rückauer Anja Scheytt Jana Schreckenbach Esther Thyßen Maren Valenti Stephanie Wartosch-Kürten Julia Wierscher Raffaela Wolf Nina Ziegenhals | Tobias Abstreiter Jan Benda Christian Ehrhoff Rick Goldmann Jochen Hecht 1 Wayne Hynes Klaus Kathan Daniel Kreutzer Christian Künast Daniel Kunce Andreas Loth Mirko Lüdemann Mark MacKay Jörg Mayr Andreas Morczinietz 1 Robert Müller Martin Reichel Andreas Renz Jürgen Rumrich Christoph Schubert Dennis Seidenberg Marc Seliger Len Soccio Marco Sturm Stefan Ustorf |
| Trainer          | Rainer Nittel | Hans Zach |
| Vorrunde         | Vereinigte Staaten 0:10 (0:2, 0:4, 0:4) Finnland 1:3 (0:1, 0:2, 1:0) China 5:5 (1:1, 1:4, 3:0) | Slowakei 3:0 (0:0, 2:0, 1:0) Österreich 3:2 (2:0, 0:2, 1:0) Lettland 4:1 (2:1, 2:0, 0:0) |
| Zwischenrunde    | Kasachstan 4:0 (1:0, 3:0, 0:0) | Tschechien 2:8 (0:3, 1:3, 1:2) Kanada 2:3 (0:0, 0:3, 0:2) Schweden 1:7 (0:3, 0:3, 1:1) |
| Spiel um Platz 5 | Russland 0:5 (0:2, 0:1, 0:2) | – |
| Viertelfinale    | – | Vereinigte Staaten 0:5 (0:1, 0:4, 0:0) |
| Halbfinale       | ausgeschieden | ausgeschieden |
| Finale           | ausgeschieden | ausgeschieden |
| Platzierung      | 6. | 8. |

### Eiskunstlauf
| Athleten                     | Wettbewerbe | Kurzprogramm | Pflichtanz 1 | Pflichtanz 2 | Originaltanz | Kür/Kürtanz | Gesamt    | Gesamt |
| Athleten                     | Wettbewerbe | Rang         | Rang         | Rang         | Rang         | Rang        | Bewertung | Rang   |
| ---------------------------- | ----------- | ------------ | ------------ | ------------ | ------------ | ----------- | --------- | ------ |
| Mixed                        |             |              |              |              |              |             |           |        |
| Kati Winkler René Lohse      | Eistanz     | –            | 8            | 8            | 8            | 8           | 16,0      | 8      |
| Mariana Kautz Norman Jeschke | Paarlauf    | 12           | –            | –            | –            | 15          | 21,0      | 14     |

### Eisschnelllauf
| Athleten                  | Wettbewerbe | Lauf 1  | Lauf 1 | Lauf 1  | Lauf 1 | Gesamt         | Gesamt |
| Athleten                  | Wettbewerbe | Zeit    | Rang   | Zeit    | Rang   | Zeit           | Rang   |
| ------------------------- | ----------- | ------- | ------ | ------- | ------ | -------------- | ------ |
| Frauen                    |             |         |        |         |        |                |        |
| Daniela Anschütz          | 3000 m      | –       | –      | –       | –      | 4:07,55 min    | 12     |
| Daniela Anschütz          | 5000 m      | –       | –      | –       | –      | 7:10,17 min    | 12     |
| Anni Friesinger           | 1000 m      | –       | –      | –       | –      | 1:14,47 min    | 5      |
| Anni Friesinger           | 1500 m      | –       | –      | –       | –      | 1:54,02 min WR | Gold   |
| Anni Friesinger           | 3000 m      | –       | –      | –       | –      | 3:59,39 min    | 4      |
| Anni Friesinger           | 5000 m      | –       | –      | –       | –      | 6:58,39 min    | 6      |
| Monique Garbrecht-Enfeldt | 500 m       | 37,34 s | 2      | 37,60 s | 3      | 1:14,94 min    | Silber |
| Monique Garbrecht-Enfeldt | 1000 m      | –       | –      | –       | –      | 1:14,60 min    | 6      |
| Claudia Pechstein         | 1500 m      | –       | –      | –       | –      | 1:55,93 min    | 6      |
| Claudia Pechstein         | 3000 m      | –       | –      | –       | –      | 3:57,70 min WR | Gold   |
| Claudia Pechstein         | 5000 m      | –       | –      | –       | –      | 6:46,91 min WR | Gold   |
| Sabine Völker             | 500 m       | 37,62 s | 5      | 37,57 s | 2      | 1:15,19 min    | Bronze |
| Sabine Völker             | 1000 m      | –       | –      | –       | –      | 1:13,96 min    | Silber |
| Sabine Völker             | 1500 m      | –       | –      | –       | –      | 1:54,97 min    | Silber |
| Marion Wohlrab            | 500 m       | 38,66 s | 19     | 38,71 s | 17     | 1:17,37 min    | 19     |
| Marion Wohlrab            | 1000 m      | –       | –      | –       | –      | 1:16,51 min    | 21     |
| Marion Wohlrab            | 1500 m      | –       | –      | –       | –      | 1:59,67 min    | 22     |
| Jenny Wolf                | 500 m       | 38,36 s | 16     | 38,37 s | 13     | 1:16,73 min    | 15     |
| Männer                    |             |         |        |         |        |                |        |
| Jens Boden                | 5000 m      | –       | –      | –       | –      | 6:21,73 min    | Bronze |
| Jens Boden                | 10.000 m    | –       | –      | –       | –      | 13:23,43 min   | 5      |
| Christian Breuer          | 500 m       | 36,50 s | 31     | 35,57 s | 27     | 1:12,07 min    | 26     |
| Christian Breuer          | 1000 m      | –       | –      | –       | –      | 1:10,38 min    | 30     |
| Frank Dittrich            | 1500 m      | –       | –      | –       | –      | 1:51,02 min    | 43     |
| Frank Dittrich            | 5000 m      | –       | –      | –       | –      | 6:25,89 min    | 9      |
| Frank Dittrich            | 10.000 m    | –       | –      | –       | –      | 13:28,73 min   | 10     |
| Jan Friesinger            | 500 m       | 36,80 s | 32     | DNF     | DNF    | DNF            | DNF    |
| Jan Friesinger            | 1000 m      | –       | –      | –       | –      | 1:10,71 min    | 34     |
| Jan Friesinger            | 1500 m      | –       | –      | –       | –      | 1:50,26 min    | 41     |
| Michael Künzel            | 500 m       | 35,47   | 18     | 35,37   | 25     | 1:10,84 min    | 19     |
| Michael Künzel            | 1000 m      | –       | –      | –       | –      | 1:09,64 min    | 24     |
| René Taubenrauch          | 5000 m      | –       | –      | –       | –      | 7:19,76 min    | 32     |

### Nordische Kombination
| Athleten                                                     | Wettbewerb                        | Skispringen | Skispringen | Skispringen | Langlauf    | Langlauf | Rang   |
| Athleten                                                     | Wettbewerb                        | Weite       | Punkte      | Rang        | Zeit        | Rang     | Rang   |
| ------------------------------------------------------------ | --------------------------------- | ----------- | ----------- | ----------- | ----------- | -------- | ------ |
| Männer                                                       |                                   |             |             |             |             |          |        |
| Ronny Ackermann                                              | Gundersen-Wettkampf Normalschanze | –           | 254,0       | 5           | 40:27,8 min | 4        | 4      |
| Ronny Ackermann                                              | Sprint Großschanze                | 119,9 m     | 124,5       | 2           | 16:34,1 min | 2        | Silber |
| Jens Gaiser                                                  | Sprint Großschanze                | 102,4 m     | 112,0       | 22          | 16:59,3 min | 19       | 19     |
| Sebastian Haseney                                            | Gundersen-Wettkampf Normalschanze | –           | 199,0       | 38          | 43:37,0 min | 21       | 21     |
| Georg Hettich                                                | Gundersen-Wettkampf Normalschanze | –           | 209,5       | 33          | 43:12,3 min | 18       | 18     |
| Marcel Höhlig                                                | Sprint Großschanze                | 111,6 m     | 118,0       | 8           | 17:46,2 min | 25       | 25     |
| Björn Kircheisen                                             | Gundersen-Wettkampf Normalschanze | –           | 232,0       | 15          | 40:55,9 min | 5        | 5      |
| Björn Kircheisen                                             | Sprint Großschanze                | 105,8 m     | 116,5       | 15          | 16:37,2 min | 9        | 9      |
| Björn Kircheisen Georg Hettich Marcel Höhlig Ronny Ackermann | Teamwettbewerb                    | –           | 893,5       | 5           | 46:58,7 min | 2        | Silber |

### Rennrodeln
| Athlet                         | Wettbewerb   | Lauf 1   | Lauf 1 | Lauf 2   | Lauf 2 | Lauf 3   | Lauf 3 | Lauf 4   | Lauf 4 | Gesamt       | Gesamt |
| Athlet                         | Wettbewerb   | Zeit     | Rang   | Zeit     | Rang   | Zeit     | Rang   | Zeit     | Rang   | Zeit         | Rang   |
| ------------------------------ | ------------ | -------- | ------ | -------- | ------ | -------- | ------ | -------- | ------ | ------------ | ------ |
| Frauen                         |              |          |        |          |        |          |        |          |        |              |        |
| Silke Kraushaar                | Einsitzer    | 43,294 s | 1      | 43,224 s | 3      | 43,195 s | 2      | 43,152 s | 3      | 2:52,865 min | Bronze |
| Barbara Niedernhuber           | Einsitzer    | 44,614 s | 24     | 43,134 s | 2      | 43,215 s | 3      | 43,090 s | 1      | 2:52,785 min | Silber |
| Sylke Otto                     | Einsitzer    | 43,356 s | 2      | 43,076 s | 1      | 42,940 s | 1      | 43,092 s | 2      | 2:52,464 min | Gold   |
| Männer                         |              |          |        |          |        |          |        |          |        |              |        |
| Karsten Albert                 | Einsitzer    | 44,718 s | 5      | 44,767 s | 6      | 44,467 s | 5      | 45,094 s | 16     | 2:59,046 min | 6      |
| Denis Geppert                  | Einsitzer    | 44,846 s | 8      | 44,874 s | 10     | 44,417 s | 3      | 45,017 s | 11     | 2:59,154 min | 7      |
| Georg Hackl                    | Einsitzer    | 44,614 s | 2      | 44,494 s | 1      | 44,487 s | 6      | 44,675 s | 3      | 2:58,270 min | Silber |
| Patric Leitner Alexander Resch | Doppelsitzer | 42,953 s | 1      | 43,129 s | 2      | –        | –      | –        | –      | 1:26,082 min | Gold   |
| Steffen Skel Steffen Wöller    | Doppelsitzer | 43,121 s | 4      | 43,254 s | 5      | –        | –      | –        | –      | 1:26,375 min | 4      |

### Shorttrack
| Athleten                                                | Wettbewerbe    | Vorlauf      | Vorlauf | Viertelfinale | Viertelfinale | Halbfinale    | Halbfinale    | Finale                 | Finale        | Rang |
| Athleten                                                | Wettbewerbe    | Zeit         | Rang    | Zeit          | Rang          | Zeit          | Rang          | Zeit                   | Rang          | Rang |
| ------------------------------------------------------- | -------------- | ------------ | ------- | ------------- | ------------- | ------------- | ------------- | ---------------------- | ------------- | ---- |
| Frauen                                                  |                |              |         |               |               |               |               |                        |               |      |
| Yvonne Kunze                                            | 500 m          | 45,717 s     | 2       | 46,465 s      | 4             | ausgeschieden | ausgeschieden | ausgeschieden          | ausgeschieden | 14   |
| Yvonne Kunze                                            | 1000 m         | 1:42,389 min | 2       | 1:35,830 min  | 4             | ausgeschieden | ausgeschieden | ausgeschieden          | ausgeschieden | 14   |
| Yvonne Kunze                                            | 1500 m         | 2:29,779 min | 5       | ausgeschieden | ausgeschieden | ausgeschieden | ausgeschieden | ausgeschieden          | ausgeschieden | 22   |
| Christin Priebst                                        | 1000 m         | 1:49,569 min | 2       | 1:36,848 min  | 4             | ausgeschieden | ausgeschieden | ausgeschieden          | ausgeschieden | 16   |
| Christin Priebst                                        | 1500 m         | 2:27,649 min | 3       | –             | –             | 2:32,884 min  | 4             | B-Finale: 2:32,442 min | 3             | 8    |
| Susanne Rudolph                                         | 500 m          | 45,288 s     | 3       | ausgeschieden | ausgeschieden | ausgeschieden | ausgeschieden | ausgeschieden          | ausgeschieden | 17   |
| Yvonne Kunze Christin Priebst Ulrike Lehmann Aika Klein | 3000 m Staffel | –            | –       | –             | –             | 4:22,917 min  | 4             | B-Finale: 4:22,222 min | 4             | 8    |
| Männer                                                  |                |              |         |               |               |               |               |                        |               |      |
| André Hartwig                                           | 1500 m         | 2:22,541 min | 2       | –             | –             | 2:25,936 min  | 6             | ausgeschieden          | ausgeschieden | 13   |
| Arian Nachbar                                           | 500 m          | 44,057 s     | 2       | 43,626 s      | 4             | ausgeschieden | ausgeschieden | ausgeschieden          | ausgeschieden | 16   |
| Arian Nachbar                                           | 1000 m         | 1:33,585 min | 3       | ausgeschieden | ausgeschieden | ausgeschieden | ausgeschieden | ausgeschieden          | ausgeschieden | 23   |

### Skeleton
| Athlet          | Lauf 1  | Lauf 1 | Lauf 2  | Lauf 2 | Gesamt      | Gesamt |
| Athlet          | Zeit    | Rang   | Zeit    | Rang   | Zeit        | Rang   |
| --------------- | ------- | ------ | ------- | ------ | ----------- | ------ |
| Frauen          |         |        |         |        |             |        |
| Steffi Hanzlik  | 52,82 s | 6      | 53,13 s | 8      | 1:45,95 min | 7      |
| Diana Sartor    | 52,55 s | 4      | 52,98 s | 5      | 1:45,53 min | 4      |
| Männer          |         |        |         |        |             |        |
| Frank Kleber    | 51,58 s | 8      | 51,76 s | 14     | 1:43,34 min | 11     |
| Willi Schneider | 51,67 s | 10     | 51,47 s | 8      | 1:43,14 min | 8      |

### Ski Alpin
| Athleten        | Wettbewerbe        | 1. Lauf     | 1. Lauf | 2. Lauf     | 2. Lauf | 3. Lauf     | 3. Lauf | Gesamt      | Gesamt |
| Athleten        | Wettbewerbe        | Zeit        | Rang    | Zeit        | Rang    | Zeit        | Rang    | Zeit        | Rang   |
| --------------- | ------------------ | ----------- | ------- | ----------- | ------- | ----------- | ------- | ----------- | ------ |
| Frauen          |                    |             |         |             |         |             |         |             |        |
| Monika Bergmann | Riesenslalom       | 1:19,89 min | 34      | DNF         | DNF     | DNF         | DNF     | DNF         | DNF    |
| Monika Bergmann | Slalom             | 54,18 s     | 11      | 53,80 s     | 3       | –           | –       | 1:47,98 min | 6      |
| Sibylle Brauner | Abfahrt            | –           | –       | –           | –       | –           | –       | 1:42,97 min | 26     |
| Martina Ertl    | Alpine Kombination | 45,10 s     | 2       | 43,28 s     | 2       | 1:16,78 min | 7       | 2:45,16 min | Bronze |
| Martina Ertl    | Riesenslalom       | DNF         | DNF     | DNF         | DNF     | DNF         | DNF     | DNF         | DNF    |
| Martina Ertl    | Slalom             | 54,08 s     | 9       | 53,74 s     | 2       | –           | –       | 1:47,82 min | 5      |
| Martina Ertl    | Super-G            | –           | –       | –           | –       | –           | –       | 1:14,84 min | 11     |
| Annemarie Gerg  | Riesenslalom       | 1:18,79 min | 24      | 1:17,39 min | 23      | –           | –       | 2:36,18 min | 22     |
| Annemarie Gerg  | Slalom             | DNF         | DNF     | DNF         | DNF     | DNF         | DNF     | DNF         | DNF    |
| Hilde Gerg      | Abfahrt            | –           | –       | –           | –       | –           | –       | 1:40,49 min | 4      |
| Hilde Gerg      | Alpine Kombination | 47,70 s     | 17      | 45,57 s     | 18      | DNF         | DNF     | DNF         | DNF    |
| Hilde Gerg      | Riesenslalom       | DNF         | DNF     | DNF         | DNF     | DNF         | DNF     | DNF         | DNF    |
| Hilde Gerg      | Super-G            | –           | –       | –           | –       | –           | –       | 1:13,99 min | 5      |
| Petra Haltmayr  | Abfahrt            | –           | –       | –           | –       | –           | –       | DNF         | DNF    |
| Petra Haltmayr  | Alpine Kombination | 47,05 s     | 11      | 45,27 s     | 14      | DNF         | DNF     | DNF         | DNF    |
| Petra Haltmayr  | Riesenslalom       | 1:19,36 min | 32      | DNF         | DNF     | DNF         | DNF     | DNF         | DNF    |
| Petra Haltmayr  | Super-G            | –           | –       | –           | –       | –           | –       | 1:16,25 min | 23     |
| Regina Häusl    | Abfahrt            | –           | –       | –           | –       | –           | –       | 1:40,84 min | 10     |
| Regina Häusl    | Super-G            | –           | –       | –           | –       | –           | –       | DNF         | DNF    |
| Männer          |                    |             |         |             |         |             |         |             |        |
| Markus Eberle   | Riesenslalom       | DNF         | DNF     | DNF         | DNF     | DNF         | DNF     | DNF         | DNF    |
| Max Rauffer     | Abfahrt            | –           | –       | –           | –       | –           | –       | 1:42,52 min | 34     |
| Max Rauffer     | Super-G            | –           | –       | –           | –       | –           | –       | 1:24,54 min | 22     |

### Skilanglauf
| Athleten                                                        | Wettbewerbe          | Zeit        | Rang   |
| --------------------------------------------------------------- | -------------------- | ----------- | ------ |
| Frauen                                                          |                      |             |        |
| Viola Bauer                                                     | 10 km Klassisch      | 29:30,0 min | 10     |
| Viola Bauer                                                     | 2 × 10 km Verfolgung | 25:11,1 min | Bronze |
| Viola Bauer                                                     | 30 km Klassisch      | 1:33:25,1 h | 6      |
| Manuela Henkel                                                  | 10 km Klassisch      | 30:00,5 min | 18     |
| Manuela Henkel                                                  | 2 × 10 km Verfolgung | 26:11,4 min | 20     |
| Manuela Henkel                                                  | 30 km Klassisch      | DNF         | DNF    |
| Claudia Künzel                                                  | 15 km Freistil       | 42:49,5 min | 26     |
| Claudia Künzel                                                  | 2 × 10 km Verfolgung | LAP         | LAP    |
| Anke Reschwamm                                                  | 15 km Freistil       | 43:53,1 min | 35     |
| Evi Sachenbacher                                                | 15 km Freistil       | 40:57,6 min | 12     |
| Evi Sachenbacher                                                | 2 × 10 km Verfolgung | 26:11,0 min | 18     |
| Manuela Henkel Viola Bauer Claudia Künzel Evi Sachenbacher      | 4 × 5 km Staffel     | 49:30,6 min | Gold   |
| Männer                                                          |                      |             |        |
| Tobias Angerer                                                  | 2 × 10 km Verfolgung | 50:57,9 min | 23     |
| Tobias Angerer                                                  | 30 km Freistil       | 1:16:13,1 h | 33     |
| Jens Filbrich                                                   | 15 km Klassisch      | 39:57,0 min | 33     |
| Jens Filbrich                                                   | 50 km Klassisch      | 2:15:44,8 h | 21     |
| Peter Schlickenrieder                                           | 15 km Klassisch      | 42:34,0 min | 55     |
| Andreas Schlütter                                               | 15 km Klassisch      | 39:19,2 min | 15     |
| Andreas Schlütter                                               | 2 × 10 km Verfolgung | 50:48,2 min | 17     |
| Andreas Schlütter                                               | 50 km Klassisch      | 2:08:54,8 h | 4      |
| René Sommerfeldt                                                | 2 × 10 km Verfolgung | 50:22,7 min | 10     |
| René Sommerfeldt                                                | 30 km Freistil       | 1:13:55,8 h | 16     |
| Axel Teichmann                                                  | 15 km Klassisch      | 39:05,3 min | 14     |
| Axel Teichmann                                                  | 2 × 10 km Verfolgung | 52:00,4 min | 38     |
| Axel Teichmann                                                  | 30 km Freistil       | 1:14:23,8 h | 19     |
| Jens Filbrich Andreas Schlütter Tobias Angerer René Sommerfeldt | 4 × 10 km Staffel    | 1:33:34,5 h | Bronze |

| Athleten              | Wettbewerbe      | Qualifikation | Qualifikation | Viertelfinale | Viertelfinale | Halbfinale    | Halbfinale    | Finale               | Finale        | Rang   |
| Athleten              | Wettbewerbe      | Zeit          | Rang          | Zeit          | Rang          | Zeit          | Rang          | Zeit                 | Rang          | Rang   |
| --------------------- | ---------------- | ------------- | ------------- | ------------- | ------------- | ------------- | ------------- | -------------------- | ------------- | ------ |
| Frauen                |                  |               |               |               |               |               |               |                      |               |        |
| Manuela Henkel        | Sprint klassisch | 3:16,89 min   | 10            | 3:16,3 min    | 4             | ausgeschieden | ausgeschieden | ausgeschieden        | ausgeschieden | 15     |
| Claudia Künzel        | Sprint klassisch | 3:16,41 min   | 9             | 3:15,1 min    | 1             | 3:24,5 min    | 2             | 3:13,3 min           | 4             | 4      |
| Evi Sachenbacher      | Sprint Freistil  | 3:13,81 min   | 3             | 3:40,2 min    | 1             | 3:18,5 min    | 2             | 3:12,2 min           | 2             | Silber |
| Anke Reschwamm        | Sprint klassisch | 3:17,45 min   | 13            | 3:15,9 min    | 3             | ausgeschieden | ausgeschieden | ausgeschieden        | ausgeschieden | 10     |
| Männer                |                  |               |               |               |               |               |               |                      |               |        |
| Tobias Angerer        | Sprint Freistil  | 2:52,31 min   | 10            | 2:51,4 min    | 1             | 3:00,4 min    | 4             | B-Finale: 2:58,0 min | 3             | 7      |
| Peter Schlickenrieder | Sprint Freistil  | 2:51,12 min   | 5             | 2:55,0 min    | 1             | 3:09,9 min    | 1             | 2:57,0 min           | 2             | Silber |
| René Sommerfeldt      | Sprint Freistil  | 2:52,31 min   | 20            | ausgeschieden | ausgeschieden | ausgeschieden | ausgeschieden | ausgeschieden        | ausgeschieden | 19     |
| Axel Teichmann        | Sprint Freistil  | DNS           | DNS           | DNS           | DNS           | DNS           | DNS           | DNS                  | DNS           | DNS    |

### Skispringen
| Athleten                                                    | Wettbewerb             | Qualifikation | Qualifikation | Qualifikation      | 1. Durchgang | 1. Durchgang | 1. Durchgang | 2. Durchgang | 2. Durchgang | 2. Durchgang | Gesamt | Gesamt |
| Athleten                                                    | Wettbewerb             | Weite         | Punkte        | Rang               | Weite        | Punkte       | Rang         | Weite        | Punkte       | Rang         | Punkte | Rang   |
| ----------------------------------------------------------- | ---------------------- | ------------- | ------------- | ------------------ | ------------ | ------------ | ------------ | ------------ | ------------ | ------------ | ------ | ------ |
| Männer                                                      |                        |               |               |                    |              |              |              |              |              |              |        |        |
| Christof Duffner                                            | Normalschanze          | 91,5 m        | 117,5         | 7                  | 91,5 m       | 117,5        | 14           | 92,0 m       | 117,5        | 16           | 235,0  | 17     |
| Sven Hannawald                                              | Normalschanze          | 97,5 m        | 133,0         | vorab qualifiziert | 97,0 m       | 131,0        | 2            | 99,0 m       | 136,5        | 1            | 267,5  | Silber |
| Sven Hannawald                                              | Großschanze            | 122,0 m       | 119,1         | vorab qualifiziert | 132,5 m      | 140,5        | 1            | 131,0 m      | 114,8        | 11           | 255,3  | 4      |
| Stephan Hocke                                               | Großschanze            | 113,5 m       | 100,8         | vorab qualifiziert | 125,0 m      | 123,5        | 9            | 120,5 m      | 113,4        | 12           | 236,9  | 12     |
| Martin Schmitt                                              | Normalschanze          | 91,0 m        | 117,5         | vorab qualifiziert | 94,5 m       | 125,5        | 6            | 94,5 m       | 124,5        | 9            | 250,0  | 7      |
| Martin Schmitt                                              | Großschanze            | 113,0 m       | 99,4          | vorab qualifiziert | 126,0 m      | 127,3        | 6            | 119,5 m      | 113,1        | 13           | 240,4  | 10     |
| Michael Uhrmann                                             | Normalschanze          | 92,0 m        | 118,0         | 5                  | 92,0 m       | 118,0        | 12           | 95,5 m       | 127,0        | 6            | 245,0  | 8      |
| Michael Uhrmann                                             | Großschanze            | 119,0 m       | 111,2         | 6                  | 124,0 m      | 120,2        | 14           | 119,0        | 112,2        | 16           | 232,4  | 16     |
| Sven Hannawald Stephan Hocke Michael Uhrmann Martin Schmitt | Großschanze Mannschaft | —             | —             | —                  | —            | 498,8        | 1            | —            | 475,3        | 2            | 974,1  | Gold   |

Georg Späth war ebenfalls nominiert worden, kam jedoch nicht zum Einsatz.

### Snowboard
| Athleten           | Wettbewerbe | Qualifikation | Qualifikation | Finale        | Finale        | Rang |
| Athleten           | Wettbewerbe | Punkte        | Rang          | Punkte        | Rang          | Rang |
| ------------------ | ----------- | ------------- | ------------- | ------------- | ------------- | ---- |
| Frauen             |             |               |               |               |               |      |
| Nicola Thost       | Halfpipe    | 34,3          | 4             | 27,7          | 11            | 11   |
| Sabine Wehr-Hasler | Halfpipe    | 29,7          | 14            | ausgeschieden | ausgeschieden | 14   |
| Männer             |             |               |               |               |               |      |
| Xaver Hoffmann     | Halfpipe    | 32,6          | 20            | ausgeschieden | ausgeschieden | 20   |
| Jan Michaelis      | Halfpipe    | 22,5          | 5             | 0,2           | 12            | 12   |
| Daniel Tyrkas      | Halfpipe    | 22,5          | 32            | ausgeschieden | ausgeschieden | 32   |

| Athleten          | Wettbewerbe           | Qualifikation | Qualifikation | Achtelfinale  | Achtelfinale  | Viertelfinale | Viertelfinale | Halbfinale    | Halbfinale    | Finale/Platz 3 | Finale/Platz 3 | Rang |
| Athleten          | Wettbewerbe           | Zeit          | Rang          | Gegner        | Zeit          | Gegner        | Zeit          | Gegner        | Zeit          | Gegner         | Zeit           | Rang |
| ----------------- | --------------------- | ------------- | ------------- | ------------- | ------------- | ------------- | ------------- | ------------- | ------------- | -------------- | -------------- | ---- |
| Frauen            |                       |               |               |               |               |               |               |               |               |                |                |      |
| Katharina Himmler | Parallel-Riesenslalom | 42,54         | 11            | Dal Balcon    | +0,23 s       | ausgeschieden | ausgeschieden | ausgeschieden | ausgeschieden | ausgeschieden  | ausgeschieden  | 11   |
| Heidi Renoth      | Parallel-Riesenslalom | 43,54         | 21            | ausgeschieden | ausgeschieden | ausgeschieden | ausgeschieden | ausgeschieden | ausgeschieden | ausgeschieden  | ausgeschieden  | 21   |
| Männer            |                       |               |               |               |               |               |               |               |               |                |                |      |
| Mathias Behounek  | Parallel-Riesenslalom | 37,31         | 13            | Richardsson   | +1,24 s       | ausgeschieden | ausgeschieden | ausgeschieden | ausgeschieden | ausgeschieden  | ausgeschieden  | 16   |
| Markus Ebner      | Parallel-Riesenslalom | 37,64         | 18            | ausgeschieden | ausgeschieden | ausgeschieden | ausgeschieden | ausgeschieden | ausgeschieden | ausgeschieden  | ausgeschieden  | 18   |